# 西岡常吉
西岡 常吉（にしおか つねきち、1853年（嘉永6年） - 1933年（昭和8年）4月24日）は明治から昭和にかけての法隆寺の宮大工。

## 略歴
大和国生駒郡法隆寺字西里（現奈良県生駒郡斑鳩町）に生まれる。法隆寺塔頭の西園院の棟梁・西岡伊平の子として生まれる。伝承によると西岡家は山城国西丘の里の土豪の出で、後に法隆寺宮大工となる。17世紀末には大阪城造営に参加、秘密保持のために殺害されそうになるところを片桐且元の助命で救われ、片桐家所縁の大和小泉に居住後、法隆寺に帰郷したという。
明治維新後の廃仏毀釈により法隆寺は荒廃し、同僚の寺社大工（宮大工）たちが次々と廃業する中で、西園院は本坊として存続したため、西岡家のみが辛うじて残ったとされる。
7歳ごろから父伊平の後を継いで宮大工の修業を始め、1871年（明治4年）の父の死後、東大寺二月堂や大阪中座の造営に加わり腕を磨いた。1884年（明治17年）に西園院持仏堂修理の際に実質上の法隆寺宮大工の棟梁と認められる。
その後は管主佐伯定胤の保護のもと、1898年（明治31年）には法起寺三重塔解体修理。1903年（明治36年）には法輪寺三重塔、法隆寺仁王門解体修理、1908年（明治41年）法隆寺上御堂解体修理などで活躍する。1915年（大正4年）法隆寺南大門修理にあたり、棟梁の座を実弟の薮内菊蔵に譲り、自身は後見として婿養子の西岡楢光、孫の西岡常一の指導や育成に当たる。その後も、1919年（大正8年）の法隆寺西院回廊、経楼、鐘楼解体修理やその他の諸堂の修理や営膳に勤める。1929年（昭和4年）に隠居。
飛鳥時代から伝えられてきた宮大工の技術や心構えは養子楢光、孫常一に受け継がれ今日に残されており、その功績は大きい。

## 人物像
- 孫の常一には、普段は甘すぎるくらい優しいが仕事場では一変して厳格になり、「法隆寺には、世界中の人がやってくる。そこへ棟梁も呼び出される。『だから行儀作法だけはきちんとせなあかん。』とも言われた。」と常一が証言しているように、礼儀作法から技術まで徹底的に学ばせ、将来の棟梁としての英才教育を行った。学校の宿題をさせず「そんなことよりこっちのほうが大事や」と仕事場に連れて行き仕事を手伝わせたという。
- 常吉の教え方は「体で覚える。優れた仕事を見て、それを盗む。」というやり方であった。一例をあげると「手とり足とりの指導などはしない。父がまだ若いころだったが、クギを打っていた。うまく打てず、クギがフニャフニャと曲がってしまう。見ていた祖父は自分でトントンと打ってしまった。それだけで、何も言わずに、そのまま行ってしまう。あとは自身で体得しろというのである。その点では私も同じだった。」と常一が証言するように、ヒントを与えるが後は自身で考えておくものであった。
- 夜には、常一に肩をもませながら木の質の見分け方や職人の腕の批評などの有益な話を聞かせたり、褒めるときは、直接本人に云うと増長してよくないから、母親に「常一は今日はよう出来た。」と告げるなど、配慮の細かいところもあった。
- 常吉は、常一の進学先を、工業学校を進める家族の意見を退けて農学校に決めた。初め常一は「何で将来大工になんのに農学校やねん」と嫌がっていたが、やがて土に親しむことに興味を持ち、さらには木材の質を見極める基本技術を身に付けた。常吉は「今になって、自分が棟梁になってはじめてわかってきましたけどもね。ものの命ということを非常に大切に、ものを育てるということを覚えこませよう・・・こいつは大工にするのと違う。法隆寺の棟梁にするのや、棟梁ちゅうのは土をよう知らないかん、木の性を知らないかん。そういうことのためには農学校やないといかん・・・・と、じいさんはいいはりますしな。」と述懐している。
- 農学校を卒業した常一が一年間米作りを命じられ、学校で教えたもらった通りに作ったが収穫が他所よりも少なかった。常一は「お前はな。稲を作りながら、稲ではなくて本と話し合いしてたんやで。農民のおっさんは本とは一切話し合いしてないけれど、稲と話し合いしてたんや。農民でも大工でも同じことで、大工は木と話し合いできねば、大工ではない。農民のおっさんは、作っている作物と話し合いできねば農民ではない。よーく心得て、しっかり大工やれよ。」と、大工の心構えを諭した。